# Domiciano Leal Sargenta
Domiciano Leal Sargenta (¿? - Frente del Ebro, 23 de septiembre de 1938) fue un militar español que combatió en la Guerra civil española. 

## Biografía
Activo militante de las Juventudes Socialistas Unificadas (JSU), después de comenzar la Guerra civil se unió a las milicias del Quinto Regimiento y al mando de una agrupación participó en los combates de Guadarrama, Madrid, Guadalajara o Brunete. Durante la Batalla de Brunete estaba al mando de uno de los batallones de la 101.ª Brigada Mixta. En enero de 1938, durante la Batalla de Teruel y con el rango de mayor de milicias, se hizo cargo de la 10.ª Brigada Mixta en sustitución del fallecido Policarpo Candón. Para entonces la Brigada estaba integrada en la división al mando del famoso Valentín González "El Campesino", la 46.ª División.
El 25 de julio de 1938, Leal cruzó el río Ebro junto a su brigada y el resto de la 46.ª División, pero no lo hizo El Campesino. Valentín González argumentó que estaba enfermo, pero sus oficiales superiores no le creyeron, pensando que en realidad le había entrado un ataque de pánico ante la idea de cruzar el río, y lo destituyeron en favor de Domiciano Leal. Durante los siguientes dos meses intervino al frente de su unidad en la Batalla del Ebro junto al V Cuerpo de Ejército mandado por Enrique Líster. Las luchas serán especialmente sangrientas en la sierra de Pàndols, donde la división sufrió graves bajas por el fuego de artillería y los asaltos de la infantería franquista.
El 23 de septiembre falleció alcanzado por una bala enemiga mientras reconocía el frente. Fue sustituido por el mayor de milicias Vicente López Tovar. Tras su muerte fue propuesto para la concesión de la Placa Laureada de Madrid a título póstumo.